# Samuel Christoph Burchardi
Samuel Christoph Burchardi (* 25. Februar 1802 in Grube; † 8. Juli 1882 in Olderup) war ein deutscher evangelisch-lutherischer Geistlicher und Abgeordneter der schleswig-holsteinischen Landesversammlung.

## Leben
Burchardi stammte aus einer Familie, die seit dem 1584 geborenen Stammvater Anton Burchard Pastoren in Schleswig-Holstein und Professoren hervorgebracht hatte. Er war ein Sohn des Pastors in Grube Johann Anton Burchardi (1740–1823), der zuvor dänischer Legationsprediger in Wien gewesen war. Heinrich Adolf Burchardi war sein älterer Bruder; der Jurist Georg Christian Burchardi war sein Cousin. Er studierte Evangelische Theologie, ab Ostern 1825 an der Universität Kiel. 1828 bestand er in Glückstadt das Theologische Amtsexamen. Über die folgenden 20 Jahre seines Lebens ist wenig bekannt; vermutlich war der Candidat Burchardi als Lehrer tätig. 1837 lebte er in Lensahn.
Während der Schleswig-Holsteinischen Erhebung war er ab Sommer 1848 Abgeordneter der konstituierenden Schleswig-Holsteinischen Landesversammlung. Er vertrat den Wahlkreis Holstein 20, der die Kirchspiele Süsel, Neustadt in Holstein, Altenkrempe Grömitz, Schönwalde am Bungsberg und die in Eutin und Gleschendorf eingepfarrten Holsteiner umfasste. Im April 1849 gab er sein Mandat auf, um als Feldprediger in die Schleswig-Holsteinische Armee einzutreten. Er betreute zunächst die Jäger-Inspection und ab Juli 1850 die gesamte Kavallerie und Artillerie-Brigade sowie das Lazarett in Rendsburg. Zum 28. Februar 1851 wurde ihm der Abschied bewilligt.
In den Jahren 1851 und 1852 wirkte er als Pfarrverweser in Neustadt in Holstein. Mit der völligen Wiederherstellung der dänischen Oberhoheit in Holstein musste er wegen seiner Armeezugehörigkeit den Kirchendienst verlassen. So wurde er Michaelis 1852 Privatlehrer in Ahrensbök. Erst mit den preußisch-österreichischen Erfolgen im Deutsch-Dänischen Krieg konnte er ab 1864 wieder als Pastor tätig werden, zunächst vorübergehend vom 8. April bis 9. Mai 1864 in Havetoft, dann ab 19. Mai 1864 in Olderup, wo er bis an sein Lebensende blieb.
Für die Kirchengeschichte Schleswig-Holsteins bedeutend war seine Darstellung der Schleswig-holsteinischen Synoden im 17. und 18. Jahrhundert, wofür er auf reichhaltige Notizen (Collectanea ecclesiastica) seiner Vorfahren zurückgreifen konnte. Georg Heinrich Burchardi, ein Sohn des Hauptpastors in Kiel, Anton Burchardi, seit 1684 Propst über Segeberg und Hauptpastor in Heiligenhafen, hatte mit der Sammlung des Materials begonnen. Sie wurde fortgesetzt von seinem Sohn Peter Anton Burchardi und dann von dessen Sohn, dem Konsistorialrat Heinrich Anton Burchardi († 1772), Propst und Hauptpastor in Heiligenhafen, darauf in Segeberg, seit 1751 Propst und Hauptpastor in Sonderburg. Er erlebte die Auflösung der Synoden und war der Großvater von Samuel Christoph Burchardi.

## Schriften
- Ueber Synoden und besonders über die im 17. und 18. Jahrhundert gehaltenen Schleswig-Holsteinischen, Königlichen Antheils. Aus handschriftlichen Nachrichten. Oldenburg: Fränckel 1837. (Digitalisat)
- Predigt gehalten am 18. August 1850 zu Fockbeck vor der Cavalleriebrigade und der reitenden Batterie. Als Manuscript. gedruckt. Itzehoe 1850.